# Azteca brevicornis
Azteca brevicornis är en myrart som först beskrevs av Mayr 1878.  Azteca brevicornis ingår i släktet Azteca och familjen myror.

## Underarter
Arten delas in i följande underarter:
- A. b. boliviana
- A. b. brevicornis